# Abat Aimbetov
Abat Kairatuly Aimbetov (en kazakh : Абат Қайратұлы Айымбетов, Abat Qaïratouly Aïymbetov) est un footballeur international kazakh né le 7 août 1995 à Kyzylorda. Il évolue au poste d'attaquant au Adana Demirspor.

## Biographie

### Carrière en club
Abat Aimbetov est formé au sein du centre de formation du FK Aktobe, club dont il intègre l'équipe première lors de la saison 2012. Il y fait ses débuts en championnat le 23 septembre face au FK Atyraou, à l'âge de 17 ans. Disputant dix rencontres de championnat en 2013, il inscrit son premier but professionnel le 19 octobre 2013 contre le Chakhtior Karagandy avant de marquer à nouveau deux semaines plus tard contre l'Ordabasy Chimkent lors de la dernière journée du championnat, ce but permettant aux siens d'égaliser dans le temps additionnel de la rencontre et de terminer champions,. Il fait par la suite ses débuts dans les compétitions européennes à l'été 2014 en disputant la phase qualificative de la Ligue des champions, inscrivant notamment un but dès son premier match à l'occasion du match retour de la confrontation face au Dinamo Tbilissi.
Son temps de jeu augmente dans un premier temps de manière constante au fil des saisons, avec notamment 23 rencontres disputées lors de la saison 2015. Aimbetov subit cependant en début d'année 2016 une grave blessure à l'épaule qui l'éloigne des terrains pendant plusieurs mois. Après avoir brièvement fait son retour en mai, il joue deux matchs avant d'être à nouveau rendu indisponible pour le reste de l'année. Alors qu'il se prépare à être prêté à l'Okjetpes Kökşetaw en janvier 2017, il subit une rupture de ligament croisé qui l'éloigne une nouvelle fois des terrains pour plusieurs mois,. Il ne rejoue ainsi qu'au mois de septembre 2017 et dispute en tout trente minutes sur toute l'année 2017.
Après deux années plombées par les blessures, Aimbetov retrouve le terrain de manière plus régulière à partir de 2018 en jouant 23 matchs pour deux buts. Pleinement remis dans le cadre de la saison 2019, il est titularisé de manière régulière au sein de l'attaque du FK Aktobe et inscrit 16 buts en 29 rencontres de championnat, incluant un triplé contre le Kaysar Kyzylorda et deux doublés contre le FK Astana et Chakhtior Karagandy, ce qui lui permet de terminer troisième meilleur buteur de la compétition, bien qu'il ne puisse pas empêcher la relégation de son équipe en fin d'exercice.
À la suite de cette relégation, il quitte finalement Aktobe pour rejoindre le Kaïrat Almaty en début d'année 2020. Pour sa première saison au club, il s'impose rapidement comme titulaire en attaque et contribue activement à la victoire de son équipe en championnat avec dix buts marqués en dix-huit rencontres. Dans la foulée de ce succès, Aimbetov rejoint la Russie et le Krylia Sovetov Samara, pensionnaire de la deuxième division avant de faire son très vite son retour au pays en étant prêté au FK Astana au début du mois d'avril 2021. Il est par la suite laissé libre de tout contrat en janvier 2022, n'ayant jamais joué le moindre match avec le Krylia Sovetov, avant de revenir à Astana où il signe définitivement le mois suivant.

### Carrière internationale
Abat Aimbetov est appelé pour la première fois au sein de la sélection kazakhe par Michal Bílek au mois de juin 2019, et connaît sa première sélection le 8 juin lors d'un match de qualification pour l'Euro 2020 contre la Belgique. Il marque son premier but international plus d'un an après lors de sa huitième sélection face à la Biélorussie dans le cadre de la Ligue des nations, bien que cela n'empêche pas son équipe d'être finalement battue sur le score de 2-1. Il inscrit un nouveau but deux mois plus tard le 18 novembre face à la Lituanie à l'occasion d'une nouvelle défaite 2-1.

## Statistiques
| Saison                | Club                  | Championnat           | Championnat | Championnat | Coupe(s) nationale(s) | Coupe(s) nationale(s) | Compétition(s) continentale(s) | Compétition(s) continentale(s) | Compétition(s) continentale(s) | Total | Total |
| Saison                | Club                  | Division              | M.          | B.          | M.                    | B.                    | Comp.                          | M.                             | B.                             | M.    | B.    |
| 2012                  | FK Aktobe             | D1                    | 6           | 0           | 3                     | 0                     | -                              | -                              | -                              | 9     | 0     |
| 2013                  | FK Aktobe             | D1                    | 10          | 2           | 2                     | 0                     | -                              | -                              | -                              | 12    | 2     |
| 2014                  | FK Aktobe             | D1                    | 13          | 0           | 3                     | 1                     | C1+C3                          | 2+2                            | 1+0                            | 20    | 2     |
| 2015                  | FK Aktobe             | D1                    | 23          | 1           | 1                     | 0                     | -                              | -                              | -                              | 24    | 1     |
| 2016                  | FK Aktobe             | D1                    | 2           | 0           | 1                     | 0                     | -                              | -                              | -                              | 3     | 0     |
| 2017                  | FK Aktobe             | D1                    | 3           | 0           | -                     | -                     | -                              | -                              | -                              | 3     | 0     |
| 2018                  | FK Aktobe             | D1                    | 23          | 2           | -                     | -                     | -                              | -                              | -                              | 23    | 2     |
| 2019                  | FK Aktobe             | D1                    | 29          | 16          | 1                     | 2                     | -                              | -                              | -                              | 30    | 18    |
| Sous-total            | Sous-total            | Sous-total            | 109         | 21          | 11                    | 3                     | -                              | 4                              | 1                              | 124   | 25    |
| 2020                  | Kaïrat Almaty         | D1                    | 20          | 10          | -                     | -                     | C3                             | 2                              | 0                              | 22    | 10    |
| 2021                  | FK Astana (prêt)      | D1                    | 14          | 6           | 5                     | 2                     | C4                             | 2                              | 1                              | 21    | 9     |
| Total sur la carrière | Total sur la carrière | Total sur la carrière | 143         | 37          | 16                    | 5                     | -                              | 8                              | 2                              | 167   | 44    |

## Palmarès
FK Aktobe
- Champion du Kazakhstan en 2013.
- Finaliste de la Coupe du Kazakhstan en 2014.

 Kaïrat Almaty
- Champion du Kazakhstan en 2020.